# Jo Thönes
Jo Thönes (* 28. November 1958 in Leverkusen) ist ein deutscher Perkussionist, Jazzschlagzeuger und Komponist.

## Leben und Wirken
Thönes begann als Dreizehnjähriger mit dem Schlagzeugspiel. 1976 und 1977 hatte er an der Rheinischen Musikschule in Köln Unterricht bei Christoph Caskel, bei dem er anschließend an der Hochschule für Musik Köln studierte. Während seiner Studienzeit war er Mitglied der Band von Manfred Schoof, mit dessen Bigband er auch in den achtziger Jahren auf den Festivals in  Frankfurt, Prag und Berlin auftrat. Außerdem spielte er in Bands von Sigi Busch, beispielsweise in einem Trio mit Tom van der Geld und gehörte zum Deutsch-Französischen Jazz-Ensemble von Henri Texier und Albert Mangelsdorff, mit dem er auch im Trio auftrat. Seit 1981 gehörte er verschiedenen Ensembles von Uli Beckerhoff an, an dessen Einspielungen „Private Life“ (1992) oder „Das Geheimnis“ (1994) er auch beteiligt war. Er spielte außerdem mit dem Quartett von Kenny Wheeler und Tom Van der Geld, mit Reinhard Glöder, Christof Lauer, Tony Lakatos, Jiří Stivín, Dom Um Romao, Toto Blanke, Jasper van’t Hof,  Klaus Doldinger, Manfred Bründl und Hugo Read. 1989 begann seine Zusammenarbeit mit Markus und Simon Stockhausen, aus der auch Einspielungen wie „Aparis“ (1989) oder „Jubilee“ (1996) hervorgingen. Außerdem war er als Gastsolist mit der WDR Big Band Köln zu hören sowie in mehreren Projekten von Klaus König und im „Celebration Orchestra“ von Tony Oxley, aber auch mit Joachim Kühn sowie mit Fusionmusikern wie James Blood Ulmer, Christoph Spendel, Michael Sagmeister, John Schröder, John Abercrombie und Peter O’Mara.
Thönes arbeitete daneben zunehmend als Interpret der Neuen Musik und war beispielsweise an Aufführungen von Werken von Charles Ives, Bernd Alois Zimmermann, Mauricio Kagel oder Steve Reich beteiligt. Außerdem komponierte er Ballettmusik für die New Yorker Palindrome Dance Company.
Daneben wirkte Thönes auch als Studiomusiker für Film- und Fernsehproduktionen sowie als Dozent bei zahlreichen Jazzworkshops und an der Folkwang Hochschule im Ruhrgebiet, bevor er 1995 zum Professor an der Hochschule für Musik Franz Liszt Weimar bestellt wurde.

## Lexigraphischer Eintrag
- Martin Kunzler: Jazz-Lexikon. Band 2: M–Z (= rororo-Sachbuch. Bd. 16513). 2. Auflage. Rowohlt, Reinbek bei Hamburg 2004, ISBN 3-499-16513-9.